# Cosmoscarta psecas
Cosmoscarta psecas är en insektsart som beskrevs av Gustav Breddin 1901. Cosmoscarta psecas ingår i släktet Cosmoscarta och familjen spottstritar. Inga underarter finns listade i Catalogue of Life.